# RWE Telliance
RWE Telliance AG war ein 1993 gegründetes bundesdeutsches Telekommunikationsunternehmen mit Sitz in Essen, in dem das Versorgungsunternehmen RWE seine Telekommunikationsaktivitäten in einer eigenen Aktiengesellschaft gebündelt hatte.

## Geschichte
Mit der RWE Telliance verfolgte der RWE-Konzern ab Mitte der 1990er Jahre das Ziel, am bundesdeutschen Telekommunikationsmarkt zu partizipieren. Dazu wurden insbesondere in den ersten Jahren Anteile an vorhandenen Unternehmen in Deutschland wie Talkline und E-Plus und dem europäischen Ausland (diAx, Aliatel, Novacom) übernommen. Daneben wurden aber auch viele kleinere Unternehmen zusammengekauft (Miniruf, GfD (Gesellschaft für Datenfunk), Teleport Europe, germany.net) und mit hohen Investitionssummen unterstützt. Die finanziellen Möglichkeiten dazu stammten aus dem damals noch monopolisierten Stromgeschäft des Energieversorgers RWE. Technische Grundlage des Telekommunikationsgeschäfts war das Glasfasernetz der RWE Energie mit einer Länge von zusammen 4.300 Kilometern, das im Fernbereich rund 40 Prozent der Fläche der Bundesrepublik abdeckte, und bis 1996 zum größten privaten Hochgeschwindigkeitsnetz ausgebaut wurde. Vorstandsvorsitzender der RWE Telliance AG war seit Mai 1996 der amerikanische Telekommunikationsmanager Alex Stadler.
Nach Abspaltung des operativen Geschäftes in die RWE Telekommunikation (RWE Telekommunikations GmbH & Co KG - 1997 aufgegangen in o.tel.o) im Jahr 1996 fungierte die RWE Telliance bis zu ihrem Übergang in die RWE Com im Jahr 2002 lediglich als Telekommunikations-Holding. Sie war in dieser Zeit hauptsächlich mit der Abwicklung der Telekommunikationsaktivitäten (über 40 Tochtergesellschaften wurden aufgelöst oder verkauft) beschäftigt.
Die RWE strebte an, nach der Deutschen Telekom der zweitgrößte Anbieter von Telefondiensten in Deutschland zu werden. Nach Plänen aus dem Jahr 1996 sollte das Tochterunternehmen Telliance im Jahr 2000 zwei Milliarden Mark umsetzen. Der Zusammenschluss der Allianz um Veba und RWE galt, neben Mannesmann Eurokom, als Hauptkonkurrent der Telekom auf dem deregulierten Telekommunikationsmarkt nach 1998. Die neue gegründete Gesellschaft o.tel.o war nach Kundenzahlen (> 1 Million Preselection-Kunden) der größte Wettbewerber am TK-Markt. Nach der Übernahme der o.tel.o durch Arcor im Jahr 1999 wurde Arcor zum größten privaten TK-Anbieter in Deutschland.

## Projekte
Zusätzlich startete die RWE Telliance verschiedene (Pilot-)Projekte wie Multimedia Gelsenkirchen oder gemeinsam mit der VEBA das Projekt Inforcity NRW. Eines der größten Projekte der RWE Telliance war der Versuch mit Powerline über das Stromnetz der Muttergesellschaft RWE Telekommunikation zu betreiben. Zu diesem Zwecke wurde die Tochtergesellschaft RWE Powerline GmbH gegründet. Dieser Versuch scheiterte jedoch trotz dreistelligem Millioneninvestment kläglich, und begrub so sämtliche direkt auf Endkunden ausgerichteten Telekommunikationsaktivitäten der RWE.
RWE Telliance betrieb zusammen mit der Thyssen Telecom AG Ende der 90er Jahre ein DECT-Testnetz in Gelsenkirchen und Duisburg unter Verwendung von Ericsson-Systemtechnologie. Dabei sollte durch DECT neben der Inhausversorgung, wie aus den noch heute gebräuchlichen DECT-Telefonen bekannt, auch eine Versorgung außerhalb geschlossener Räume in Ballungsgebieten gewährleistet werden. Aufgrund einer riesigen Anzahl notwendiger DECT-Basisstationen scheiterte auch dieses Projekt.

## Beteiligungen
Anfang 1996 wollte die RWE Telliance mit der Viag Interkom, heute O2 (und der damals noch beteiligten britischen Fernmeldegesellschaft BT Group) ein Joint Venture starten. Gleichzeitig wurde mit Mannesmann und AT&T über eine engere Zusammenarbeit verhandelt. Nach umfangreichen Verhandlungen kam es jedoch zu keinem Ergebnis, woraufhin die RWE Telliance im Herbst 1996 ihre Tochtergesellschaft RWE Telekommunikation mit der VEBA-Tochter Vebacom (und der damals an Vebacom beteiligten britischen Fernmeldegesellschaft Cable & Wireless) zur o.tel.o verschmolz.

### Wichtigste Tochterunternehmen
- RWE Telekommunikation (Festnetz) - später o.tel.o
- Unicom
- Lahmeyer International (Systemberatung)
- Teleport Europe (Satellitenkommunikation)
- germany.net (Internet)
- CNI, Communications Network International, ein Joint Venture mit Mannesmann
- Novacom Telecommunications Kft. (Ungarn)
- Beteiligung an diAx (Schweiz), 10 % ab 1996
- Beteiligung an Aliatel (Tschechien), 40 % Anteil ab Mai 1998
- RWE Mobilfunk GmbH mit
  - Talkline (Mobilfunk)
  - Miniruf (Quix)
  - Terrafon (Bündelfunk)
  - GfD - Gesellschaft für Datenfunk mit dem Dienst Mobitex
  - Dekraphone
  - Beteiligung an Escom, 1995
  - Beteiligung an Austrocom Telekommunikationsdienste GmbH, 1995

Logo von o.tel.o
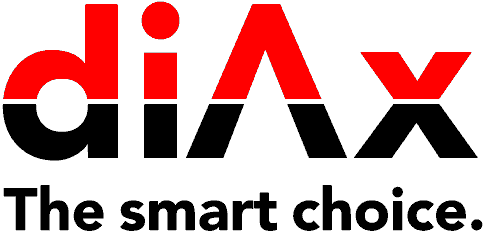
Logo von diAx
Logo der Talkline GmbH
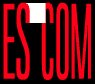
Logo von Escom